# Benoît Charvet
 (octobre 2019).
Si vous disposez d'ouvrages ou d'articles de référence ou si vous connaissez des sites web de qualité traitant du thème abordé ici, merci de compléter l'article en donnant les références utiles à sa vérifiabilité et en les liant à la section « Notes et références ».
Pour les articles homonymes, voir Charvet.
Benoît Charvet, né le 5 février 1828 à Lyon et mort le 4 juin 1897 à Saint-Étienne, était un négociant et homme politique français du XIXe siècle.

## Biographie
Son père, Henry Charvet (1800-1868), fonde en 1832 Charvet & Cie à Lyon, maison de charbon qui assure la livraison au détail et à domicile. En 1863, Benoît s’établit à Saint-Étienne créant la société B. Charvet & Cie, spécialisée dans la fabrication et la vente de cokes métallurgiques. Il se retire des affaires au début des années 80, abandonnant la direction de l’entreprise à son fils. Administrateur des Aciéries de la Marine, il avait aussi siégé au conseil d’administration de la succursale de la Banque de France, et de diverses sociétés.
Conseiller municipal le 29 juillet 1865, adjoint le 26 août de la même année, Benoît Charvet est nommé maire par décret du 21 juillet 1866 après la démission de Buisson Aîné. Après la fusillade du Brûlé à La Ricamarie (1869), le préfet suspend le conseil municipal républicain qui avait protesté mais Charvet préside néanmoins la commission municipale qui lui succède jusqu'en 1870. Comme maire, il s'est montré un administrateur consciencieux : il crée, en septembre 1866, 5 écoles laïques et favorise l’organisation de cours de musique et de bibliothèques populaires. Il assiste, le 29 octobre 1866, à l’inauguration du barrage de Rochetaillée, héritage de la municipalité Faure-Belon. Il avait été fait chevalier de la Légion d'honneur en 1868.